# Преображенська сільська рада (Томаківський район)
| Преображенська сільська рада — колишній орган місцевого самоврядування у Томаківському районі Дніпропетровської області з адміністративним центром у с. Преображенка. Сільській раді підпорядковані населені пункти: - с. Преображенка - с. Баркове |

## Склад ради
Рада складається з 16 депутатів та голови.

## Керівний склад сільської ради
| ПІБ                 | Основні відомості                                                 | Дата обрання | Дата звільнення |
| ------------------- | ----------------------------------------------------------------- | ------------ | --------------- |
| Жук Любов Дмитрівна | Сільський голова, 1963 року народження, освіта, позапартійна      | 26.03.2006   | 31.10.2010      |
| Жук Любов Дмитрівна | Сільський голова, 1963 року народження, освіта вища, позапартійна | 31.10.2010   |                 |

Примітка: таблиця складена за даними джерела